# 면산층
면산층(Myeonsan formation, 綿山層)은 고생대 조선 누층군 태백층군의 지층이다. 이 지층에는 대량의 타이타늄 광상이 부존되어 있어 개발 가능성이 높은 지층이다.

## 개요
면산층(Myeonsan formation, 綿山層)은 강원특별자치도 태백시 동점역 부근에 있는 동점 단층의 동쪽에 분포하는 지층으로, 태백시와 삼척시, 봉화군의 경계에 위치한 면산(1246.2 m)에서 그 이름이 유래되었다. 장산 규암층에 대비되는 것으로 보이는 이 지층은 선캄브리아기의 화강편마암을 부정합으로 덮고 7 m 두께의 역암으로 이루어진 하부와 그 상위에 약 100 m 두께의 암회색 사암 및 실트암으로 이루어진 상부의 지층을 가리키며 이 지층은 조류가 우세한 조간대 환경에서 퇴적된 것으로 해석된다.
면산층의 존재는 김정률과 정창희(1987)에 의해 처음 확인되었다. 김정률과 정창희는 동점 단층의 동부에서 조선 누층군 장산 규암층과 암상이 다른 면산층이 연속적으로 분포하는 것을 발견하였고, 면산층은 장산 규암층과 같이 화강편마암 위에 부정합으로 놓이고 묘봉층에 의해 정합으로 덮이며 표준 화석이 발견되지 않았으나 층서적으로 장산 규암층과 대비된다고 하였다.

## 암상
- 면산층은 동점-면산-연화 II 광산-철암 지역 그리고 샘터-묘봉-덕풍계곡 지역에 분포한다. 면산층은 동점-연화 II 광산 그리고 묘봉-덕풍 지역에서 북동 주향에 북서로 경사한다. 면산층의 하한은 기저 역암층 혹은 담색의 사암층과 선캄브리아기 화강암질 편마암 사이에 놓이고 면산층 상한은 묘봉층의 사암 내에 협재되는 어두운 색의 사암과 점판암 사이에 놓인다. 철과 티타늄을 함유하는 면산층은 주로 사암과 이암, 기저 역암으로 구성되며 암석의 화학 성분은 주로 이산화 규소, 산화 철(III), 이산화 타이타늄, 산화 알루미늄 등으로 구성된다. 선캄브리아기 편마암과 접하는 기저 역암은 철암에서 0 m, 오정골에서 10 m, 평균 1 m의 두께를 보인다. 지층의 전체 두께는 평균 90 m이며 연흔과 건열 구조가 산출된다. 면산층에서는 Skolithos와 Laevicyclus와 같은 흔적 화석이 산출되어 면산층의 지질시대는 전기 캄브리아기에 해당하는 것으로 여겨진다.[5]
- 면산층의 타이타늄 함량을 조사한 결과 면산층의 평균 타이타늄 함량은 4.3%로 조선 누층군의 다른 지층에 비해 최소 10배 이상의 함량을 보인다. 그러나, 면산층의 타이타늄 함량은 최소 함량 0.51%에서 최대 함량 21.36%로 변이가 심하게 나타났으며, 이는 면산층 내의 타이타늄이 함유되는 사질(沙質)암과 니질(泥質)암이 교호 반복되는데 사질 부분은 니질 부분보다 타이타늄의 함량이 상대적으로 높기 때문이다.[6]
- 유병용 등(2020)은 삼척시 가곡면 풍곡리의 면산층과 그 상하부의 묘봉층 및 홍제사 화강암을 대상으로 Ti-Fe 산화광물의 산상과 지화학 조성 등을 조사하였다. 조사 결과 면산층의 금홍석과 적철석 함량은 하부에서 상부로 갈수록 감소하며 금홍석과 티탄철석의 이산화 타이타늄(TiO2) 함량도 상부로 갈수록 감소하는 것으로 나타났다. 이는 면산층의 티타늄이 상부로 가면서 광물군과 티타늄 함량이 순차적으로 변하는 고철질 화성암체의 풍화에 기인하였음을 지시한다.[7]

## 타이타늄
한국지질자원연구원은 광산 개발 전문기업인 경동과 함께 태백·삼척·봉화 지역 면산층의 타이타늄·철 광상을 공동 개발할 예정이라고 밝혔다. 본 면산층에는 연장 10 km 이상, 광체 폭 10∼50 ｍ, 심부 연장 200 m 이상의 대규모 광상이 분포한다. 한국지질자원연구원이 2012~2015년 일대를 탐사한 결과 대규모 티타늄과 철이 있을 것으로 예상한 바 있다. 티타늄의 예상 자원량은 8천500만t 이상일 것으로 추정된다. 한국지질자원연구원은 광산 개발 전문기업과 함께 정확한 매장량을 확인하기 위해 2023년에도 10곳에서 시추작업을 벌일 계획이다. 앞으로 3∼4년 동안 시추작업을 벌이면 광산 개발 사업성이 있는지 판단할 수 있을 것으로 보인다.

### 화학 성분
아래 표는 강원특별자치도 영월군과 태백시에 분포하는 조선 누층군 최하부 지층인 삼방산층과 면산층의 화학 성분표이다. 삼방산층에 비해, 면산층에 이산화 티타늄의 함량이 더 높은 것을 볼 수 있다. 주요 원소 분석 결과, 철과 티타늄 산화광물(Fe2O3, TiO2)들의 함량이 면산층 시료에서 삼방산층 시료보다 높게 나타났다. 이는 박편 관찰시에 마그네타이트(magnetite)와 티탄철석(ilmenite) 등이 면산층에서 더 많이 관찰되었기 때문인 것으로 보인다.
면산층과 삼방산층의 원소 함량 비교도
| 지층          | 태백시 면산층 | 태백시 면산층 | 태백시 면산층 | 태백시 면산층 | 영월군 삼방산층 | 영월군 삼방산층 | 영월군 삼방산층 | 영월군 삼방산층 |
| ------------- | ------------- | ------------- | ------------- | ------------- | --------------- | --------------- | --------------- | --------------- |
| 시료          | MS 1          | MS 2          | MS 3          | MS 4          | SM 1            | SM 3            | SM 4            | SM 8            |
| 주요 성분 (%) |               |               |               |               |                 |                 |                 |                 |
| 이산화 규소   | 76.52         | 51.97         | 63.89         | 68.74         | 66.84           | 58.27           | 82.34           | 73.02           |
| 산화 알루미늄 | 5.57          | 5.61          | 6.75          | 6.66          | 14.21           | 16.13           | 7.11            | 9.81            |
| 이산화 티타늄 | 2.88          | 10.84         | 5.43          | 2.96          | 0.87            | 1.14            | 0.50            | 0.50            |
| 산화 철(III)  | 7.97          | 24.26         | 15.92         | 12.88         | 7.30            | 10.98           | 4.44            | 7.85            |
| 산화 망가니즈 | 0.28          | 0.30          | 0.09          | 0.14          | 0.02            | 0.03            | 0.08            | 0.05            |
| 산화 마그네슘 | 1.52          | 2.41          | 3.29          | 4.07          | 2.24            | 2.94            | 0.81            | 2.78            |
| 산화 칼슘     | 2.15          | 0.65          | 0.31          | 0.71          | 0.06            | 0.20            | 0.06            | 0.14            |
| 산화 나트륨   | 0.00          | 0.36          | 0.42          | 0.70          | 0.01            | 0.04            | 0.00            | 0.00            |
| 산화 칼륨     | 0.59          | 0.96          | 1.40          | 0.68          | 4.52            | 5.01            | 2.92            | 2.27            |

## 같이 보기
- 한국의 지질
- 조선 누층군
- 장산층
- 묘봉층